# Antoine Le Moiturier

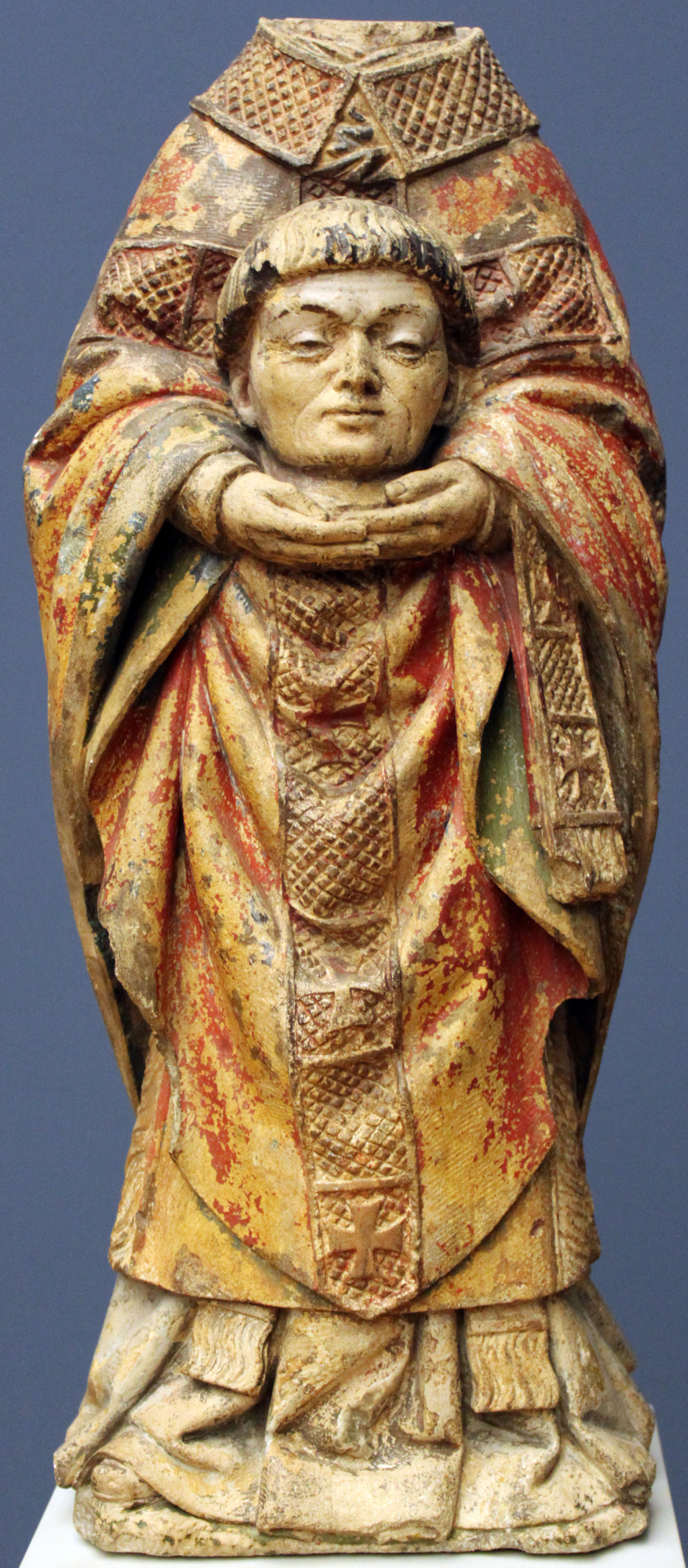
Antoine le Moitutier: Saint-Denis

Antoine Le Moiturier (Avignon, 1425 – Parijs, 1480) was een Franse beeldhouwer.

## Levensloop en werken

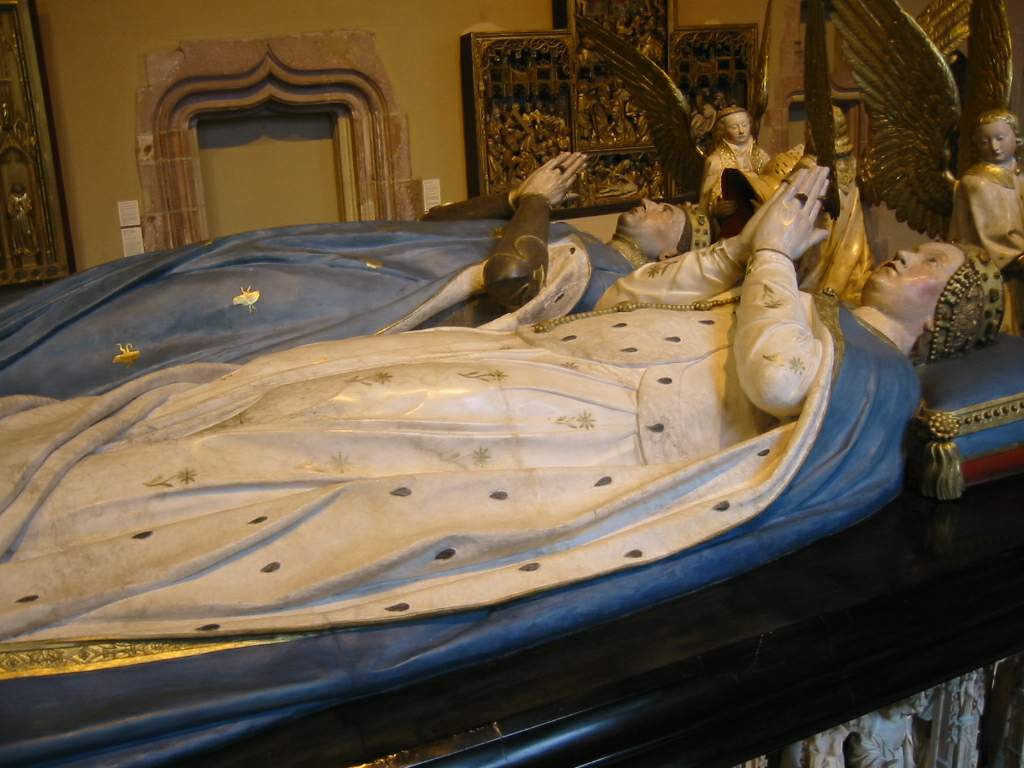
Liggend beeld van Jan zonder Vrees en Margaretha van Beieren op hun tombe in Dijon

Antoine Le Moiturier leerde het vak van zijn oom Jacques Morel en werkte met hem aan het grafmonument van Charles I, hertog van Bourbon, in Souvigny (Allier, Frankrijk). In 1461 werd hij aangesteld door Jaques Oboli om een hoofdretabel voor de Saint-Pierre in Avignon te maken. Het is zijn grootste werk, maar er zijn slecht fragmenten van bewaard gebleven. In 1461 mag hij de graftombe van de hertog van Bourgondië, Jan zonder Vrees, in het Kartuizerklooster Champmol in Dijon afmaken, een taak waarin Claus van de Werve en Juan de la Huerta hem voorgingen. Hij werkte daar aan een aantal pleuranten (rouwende figuren), de liggende grafbeelden en de leeuwen aan de voeteinden. Rond 1475 schiep hij een stenen beeld van Thomas de Plaine, raadsman van de hertog van Bourgondië, voor de Jakobijnenkerk in Poligny in de Jura, nu in de collectie van het Louvre.
- Gemeinsame Normdatei: 141015594
- International Standard Name Identifier: 0000 0001 1701 1193
- Library of Congress Control Number: nb2007021376
- RKD-Nederlands Instituut voor Kunstgeschiedenis: 429286
- Système universitaire de documentation: 231755384
- Union List of Artist Names: 500030278
- Virtual International Authority File: 95868317
- WorldCat: E39PBJw8XvcV8Q3Gh6yc3Mwgrq